# St. Antonius (Kevelaer)

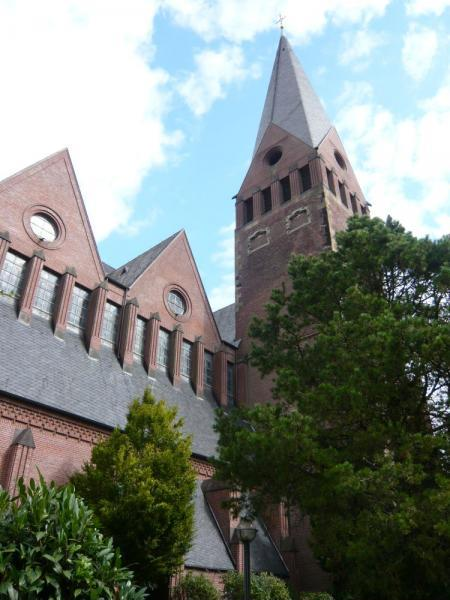
St. Antonius

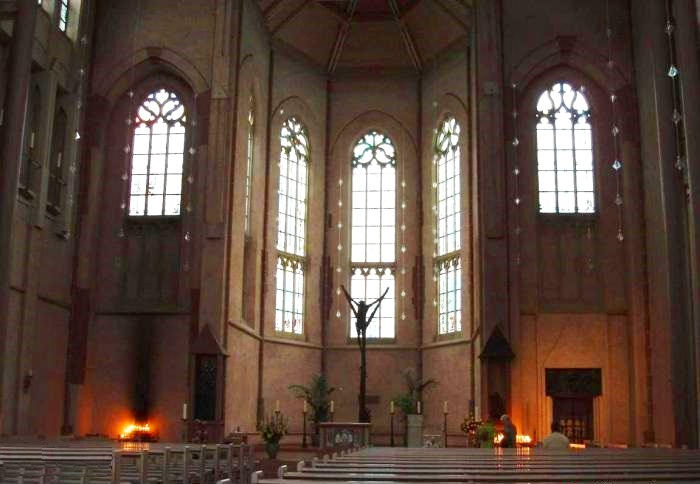
Inneres

Die Pfarrkirche St. Antonius ist eine katholische Kirche in Kevelaer. Sie steht unter dem Patrozinium Antonius des Großen.

## Geschichte
Die Pfarrei Kevelaer entstand 1472 durch Abtrennung von der Pfarrei Weeze. Die kleine geostete, gotische Dorfkirche, um 1450 erbaut, blieb bis ins 19. Jahrhundert unverändert. Die rekonstruierten Reste dieses Baues sind in den heutigen modernen Kircheninnenraum integriert und werden als Kapelle genutzt. Eine größere, prächtig gestaltete, neugotische Kirche mit dem ungefähren Grundriss des heutigen Hauptgebäudes wurde erst nach dem Bau der Marienbasilika errichtet und 1904 eingeweiht. Im Zweiten Weltkrieg wurde die Kirche weitgehend zerstört und 1952 wieder aufgebaut. Um die Kirche den Anforderungen des 2. Vatikanischen Konzils gerecht werden zu lassen, geschah 1972 (also zur 500-Jahr-Feier der Pfarrgründung) eine umfangreiche Umgestaltung, besonders des Chorraumes.
Am 13. Januar 1982 brannte die Kirche bis auf die Grundmauern ab; erhalten blieben nur die Außenmauern der Kapelle, der Taufkonche, der Sakristei, des Chorraums und des Turms. Den modernen Neubau auf historischem Grundriss entwarf Dieter Georg Baumewerd. Namhafte Künstler wie Theo Heiermann, Bert Gerresheim und Joachim Klos schufen die Ausstattung. Am 17. Januar 1987 wurde die wiederaufgebaute Kirche von Bischof Reinhard Lettmann geweiht.
Neben der normalen Nutzung als Pfarrkirche wird St. Antonius wegen ihrer günstigen Lage am Ende des parkartigen Freiluft-Kreuzweges durch von auswärts kommende Pilgergruppen gern als Ort der Abschlussandacht gewählt.

## Ausstattung
Der Korpus des Kreuzes über dem Hauptaltar stammt aus der 1982 abgebrannten Kirche. Die verkohlte Figur des Gekreuzigten wurde vom Künstler Bert Gerresheim auf einen bronzenen Lebensbaum montiert und hängt heute wieder über dem Altar im Chorraum.
Auch die Kreuzwegstationen und der Osterleuchter wurden von Gerresheim gestaltet.
Der Entwurf des Altars stammt von Theo Heiermann. Er enthält Reliquien von Märtyrern der Thebäischen Legion aus dem Gräberfeld unter der Krypta der Xantener Stiftskirche St. Viktor. Die schwarze, auf Hochglanz polierte Altarplatte zeigt Darstellungen der Leidenswerkzeuge Christi. Die Entwürfe der Fenster des Hauptraumes stammen aus der Hand von Joachim Klos aus Nettetal, die Ausführung besorgte die in Kevelaer ansässige Glasmalerei-Werkstatt Derix.
Der Taufstein aus Namurer Blaustein stammt aus dem Jahr 1471.
Im Außenbereich der Kirche befindet sich eine Statue des Patrons der Gemeinde, des heilige Antonius des Großen mit seinen traditionellen Attributen (Antoniuskreuz und Schwein). Über dem Seiteneingang ist ein sogenanntes Chrismon zu sehen. Das runde Mosaik (gefertigt von Derix) soll mit seiner goldenen Umrandung Christus im Symbol der Sonne der Gerechtigkeit darstellen. Des Weiteren erinnert eine von Bert Gerresheim gestaltete Jakobs-Figur mit seinen Attributen Muschel und Pilgerstab an die Kirche im stetigen Aufbruch.

## Orgeln
Die Antonius-Kirche verfügt über zwei Orgeln der in Kevelaer ansässigen Orgelbaufirma Seifert. Die kleinere, mit 10 Registern, befindet sich in der Antoniuskapelle. Die große Orgel für den Hauptraum stammt von 1987, dem Jahr der Weihe des Kirchen-Neubaus. Das Schleifladen-Instrument hat 42 Register auf drei Manualwerken und Pedal. Die Spieltrakturen sind mechanisch, die Registertrakturen sind elektrisch. Das Instrument befindet sich ebenerdig im hinteren Teil des südlichen (also des rechten) Seitenschiffes.
| I Hauptwerk C–g3 |                  |     |
| 1.               | Bordun           | 16' |
| 2.               | Principal        | 08' |
| 3.               | Flûte Harmonique | 08' |
| 4.               | Spitzgedackt     | 08' |
| 5.               | Octave           | 04' |
| 6.               | Rohrflöte        | 04' |
| 7.               | Superoctave      | 02' |
| 8.               | Kornett V        |     |
| 9.               | Mixtur V         |     |
| 10.              | Scharff III      |     |
| 11.              | Bombarde         | 16' |
| 12.              | Trompette        | 08' |

| II Schwellwerk C–g3 |                      |         |
| 13.                 | Salicional           | 16'     |
| 14.                 | Holzflöte            | 08'     |
| 15.                 | Gamba                | 08'     |
| 16.                 | Vox Coelestis        | 08'     |
| 17.                 | Principal            | 04'     |
| 18.                 | Flöte                | 04'     |
| 19.                 | Quinte               | 02 ⁄3'  |
| 20.                 | Schweizerpfeife      | 02'     |
| 21.                 | Terz                 | 01 3⁄5' |
| 22.                 | Mixtur IV            |         |
| 23.                 | Basson               | 16'     |
| 24.                 | Trompette Harmonique | 08'     |
| 25.                 | Hautbois             | 08'     |
| 26.                 | Clairon              | 04'     |
|                     | Tremulant            |         |

| III Brustpositiv C–g3 |                 |        |
| 27.                   | Bleigedackt     | 08'    |
| 28.                   | Blockflöte      | 04'    |
| 29.                   | Principal       | 02'    |
| 30.                   | Larigot         | 01 ⁄3' |
| 31.                   | Sesquialtera II |        |
| 32.                   | Cymbel II       |        |
| 33.                   | Dulcian         | 08'    |
|                       | Tremulant       |        |

| Pedalwerk C–f1 |               |         |
| 34.            | Principal     | 16'     |
| 35.            | Subbaß        | 16'     |
| 36.            | Quinte        | 10 2⁄3' |
| 37.            | Octavbaß      | 08'     |
| 38.            | Gemshorn      | 08'     |
| 39.            | Choralbaß     | 04'     |
| 40.            | Hintersatz IV |         |
| 41.            | Bombarde      | 16'     |
| 42.            | Trompette     | 08'     |

- Koppeln: II/I, III/I, III/II, I/P, II/P, III/P

## Glocken
Das Geläut besteht heute aus sechs Bronzeglocken. Erhalten sind eine historische Bronzeglocke in as1, gegossen 1721 von Jean Petit. Ebenfalls erhalten ist die kleinste Glocke, gegossen 1435 und gestimmt auf es2.
1987 gossen Petit & Gebr. Edelbrock vier neue Glocken mit den Tönen des1, f1, b1 und des2.